# Kaynardzha
Kaynardzha (búlgaro: Кайнарджа) es un pueblo de Bulgaria, capital del municipio homónimo en la provincia de Silistra.
Con 691 habitantes en 2011, no es la localidad más poblada del municipio, ya que los pueblos de Golesh y Sredishte tienen más habitantes que Kaynardzha.
El 98,4 % de la población local es de etnia búlgara, lo cual contrasta con la diversidad étnica de este municipio, ya que en el conjunto del término municipal los búlgaros son algo más de la cuarta parte de los habitantes y algo más de la mitad de la población municipal son turcos.
La localidad es famosa por haberse firmado aquí en 1774 el tratado de Küçük Kaynarca, que puso fin a la guerra ruso-turca (1768-1774).
Se ubica sobre la carretera 7001 junto a la frontera con Rumania.